# スペースキー (企業)
株式会社スペースキー（英: Spacekey Inc.）は、東京都渋谷区に本社を置く日本のアウトドアウェブサービス会社。

## 概要
アウトドアユーザー向けに月間1000万人以上が利用する、日本最大級のアウトドアメディアを展開している。
環境省が推進する国立公園満喫プロジェクトのオフィシャルパートナー企業に認定されている。

## 沿革
- 2007年1月　設立、ホテル・旅館向けホームページ制作・システム開発事業を開始
- 2013年4月　キャンプ場検索・予約サイト「なっぷ」開始
- 2014年8月　キャンプWEBマガジン『CAMP HACK』開始
- 2015年5月　登山WEBマガジン『YAMA HACK』開始
- 2016年12月　第1回キャンプイノベーションサミット（CIS）開催
- 2017年1月　アウトドア用品中古買取・販売サービス「UZD」開始
- 2017年1月　釣りWEBマガジン『TSURI HACK』開始
- 2017年11月　アウトドア情報アプリ『sotoshiru』開始
- 2017年12月　第1回アウトドアイノベーションサミット（OIS）開催
- 2017年12月　環境省と国立公園オフィシャルパートナーシップ締結
- 2019年1月　自転車WEBマガジン『CYCLE HACK』開始
- 2019年4月　キャンプ場運営を目的とした合弁会社「Recamp」設立
- 2021年7月　株式会社R.projectと資本提携・吸収分割を締結。スペースキーが運営するキャンプ場検索・予約サイト「なっぷ」をR.projectグループに吸収分割により承継[2]
- 2022年8月　バーベキュー場検索サイト『BBQ HACK』開始[3]

## 運営サービス
- キャンプWEBマガジン CAMP HACK（キャンプハック）
- 登山WEBマガジン YAMA HACK
- 釣りWEBマガジン TSURI HACK
- 自転車WEBマガジン CYCLE HACK
- アウトドア情報アプリ sotoshiru
- バーベキュー場検索サイトBBQ HACK